# Anescarzinho do Salgueiro
Anescar Pereira Filho, más conocido como Anescarzinho do Salgueiro, (Río de Janeiro, 4 de julio de 1929 - Río de Janeiro, 22 de febrero de 2000) fue un cantante y compositor brasileño.